# Oude Toren (Sint-Michielsgestel)

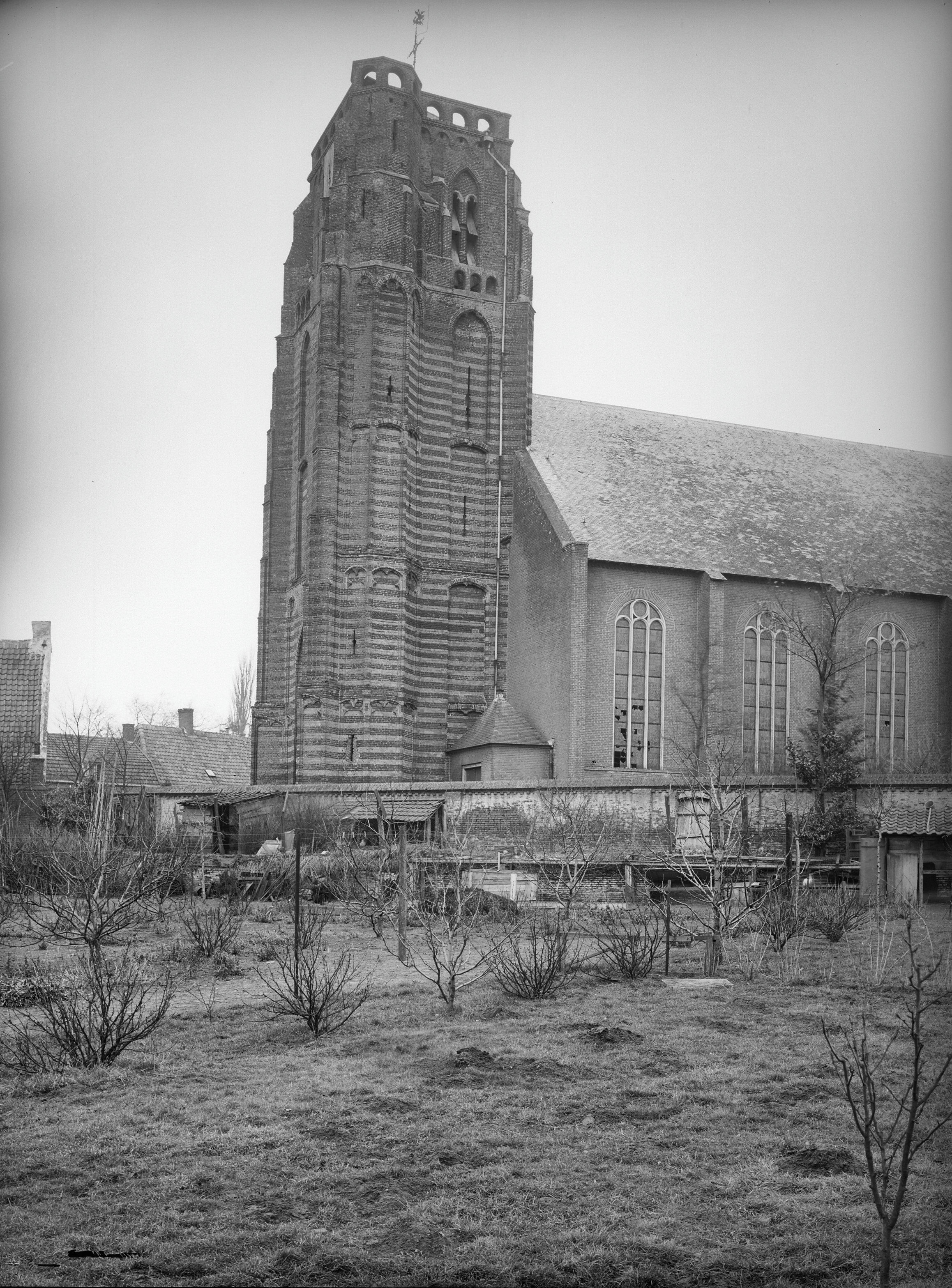
De kerk en toren in februari 1932

De Oude Toren is een toren op het Petrus Dondersplein in Sint-Michielsgestel. De huidige toren is een overblijfsel van een kerk uit het midden van de 15e eeuw en is beeldbepalend voor het dorp. Het heeft de status van rijksmonument.

## Beschrijving
De toren is een voorbeeld van Kempense gotiek. Het bouwwerk kenmerkt zich door speklagen van baksteen, afgewisseld met tufsteen. Enkel de bovenste geleding, waar de klokken hangen, is geheel uit baksteen opgetrokken. Er zijn overhoekse steunberen die, evenals de torenromp, versierd zijn met spaarvelden. De toren heeft een aangebouwde traptoren. De drie geledingen in de hoogte hebben spitsboognissen.

## Geschiedenis

### Houten kerk
De oudste kerk was een houten kerk uit de 10de eeuw, waarvan sinds de opgravingen van 1961 de afmetingen bekend zijn omdat er veertien paalkuilen zijn teruggevonden.

### Romaanse kerk
In de 11de eeuw werd de houten kerk vervangen door een romaanse tufstenen kerk.

### Gotische kerk tot 1836
In de 15de eeuw werd de gotische bakstenen kerk gebouwd gewijd aan Sint Michaël. Deze driebeukige pseudobasiliek werd vanaf 1648 gebruikt voor hervormde diensten. Het was vooral een katholieke gemeenschap, de enkele protestanten waren niet in staat de kerk te onderhouden. In 1791 werd het koor vanwege de vervallen staat buiten gebruik gesteld en deels afgebroken. Nadat in 1799 de kerk aan de katholieken werd teruggegeven werd in 1806 het koor gerestaureerd en werd er een nieuwe sacristie gebouwd. In die periode zijn de grafstenen uit de kerk verwijderd.
Op 29 november 1836 werd de torenspits door een storm vernield. Hij viel op het schip van de kerk en veroorzaakte zoveel schade dat de kerk vervangen moest worden.

### Waterstaatskerk 1839-1932
De nieuwe kerk was een waterstaatskerk. Hij werd met gebruikmaking van zes Traveeën van de voormalige middeleeuwse kerk gebouwd en op 30 oktober 1839 ingezegend. Rondom de kerk kwam een kerkhof. Rond 1860 werd er een pastorie naast de kerk gebouwd (nu Petrus Dondersplein 23-23).
Tot 1931 fungeerde de kerk als parochiekerk. Behoefte aan een grotere kerk leidde tot de bouw van de nieuwe Heilige Michaëlkerk in de Nieuwstraat. Architect van deze christocentrische kerk was H.W. Valk. In 1932 werd de waterstaatskerk gesloopt. De gevel aan de oostzijde van de toren werd in 1936 aangepast en aan de bovenzijde voorzien van een balustrade.

### Opgravingen 1961
Bij opgravingen in 1961 zijn een aantal belangrijke vondsten gedaan:
- veertien paalkuilen van een houten kerk uit de 10de eeuw. Hierdoor weet men dat het schip 9 x 5,5 meter was en het koor 5 x 5,5 meter;
- funderingen van een tufstenen kerk van omstreeks 1100;
- een gemetselde grafkelder met muurschilderingen uit de 13de of 14de eeuw.